# Toccato!
Toccato! (Gotcha!) è un film del 1985 diretto da Jeff Kanew, con Anthony Edwards, Linda Fiorentino e Jsu Garcia.

## Trama
Jonathan è uno studente universitario di Los Angeles che non ha molta fortuna con le ragazze, ma in compenso eccelle in toccato!, un gioco di ruolo che la fa da maggiore all'interno del campus e in cui i partecipanti, nei panni di sicari e vittime, devono colpirsi a mo' di paintball fra tutti loro.
Durante una vacanza a Parigi tra un semestre di studi e l'altro, Jonathan incontra casualmente Sasha, presentatasi come una ragazza cecoslovacca, aspirante modella: se ne innamora all'istante, ricambiato, e, deciso a cogliere l'occasione, cambia i suoi piani seguendola a Berlino Ovest. Qui, però, Sasha le rivela di essere coinvolta anche come corriere in dei piccoli traffici oltrecortina; il ragazzo si lascia così trascinare a Berlino Est, nel cuore della guerra fredda, dove tuttavia gli eventi prendono una piega inaspettata e pericolosa, rimanendo coinvolto in una lotta tra spie che lo costringe a riparare frettolosamente e fortunosamente all'Ovest, lasciando Sasha al suo destino.
Anche se all'apparenza in salvo al di là del Muro, ben presto Jonathan si ritrova con degli agenti sovietici alle calcagna: ignaro del perché sia diventato un loro bersaglio, ciò nonostante è qui che la sua abilità in toccato! si rivela decisiva una prima volta nel salvargli la vita, seminando i suoi inseguitori e riuscendo a tornare in California. Ma le spie sovietiche non demordono, braccando il ragazzo anche sul suolo statunitense: prima di separarsi, infatti, Sasha aveva nascosto addosso a Jonathan un rullino fotografico contenente informazioni confidenziali, che il blocco orientale non vuole finiscano in mano allo spionaggio occidentale.
Temendo ormai per la propria vita, Jonathan si decide a chiedere aiuto alla CIA; ma proprio negli uffici dell'agenzia scorge, a sorpresa, Sasha. Pur sconvolto dalla cosa, riesce ad avere un confronto con la ragazza: le rivela di essere in realtà Cheryl, un'agente dell'intellicenge, che era in Europa in missione e che aveva inizialmente abbordato Jonathan solo per rendere più veritiera la propria copertura; col passare dei giorni, tuttavia, aveva iniziato a maturare sentimenti reali per il ragazzo. Proprio durante questo chiarimento vengono raggiunti dai sicari, ma anche stavolta le innate abilità spionistiche di Jonathan hanno la meglio.